# Флавий Вивий Бенедикт
Флавий Вивий Бенедикт (лат. Flavius Vivius Benedictus) — римский политический деятель второй половины IV века.
О происхождении Бенедикта ничего неизвестно. В 378 году он занимал должность презида (наместника) провинции Триполитания. Между 375 и 392 годом на его средства были отреставрированы общественные бани в Сабрате, патроном которой являлся Бенедикт. Кроме того, есть предположение, что он был патроном также и Лептиса-Магны.